# Compsodrillia haliostrephis
Compsodrillia haliostrephis é uma espécie de gastrópode do gênero Compsodrillia, pertencente à família Pseudomelatomidae.